# Amolops assamensis
Espèce
Statut de conservation UICN

 DD  : Données insuffisantes
Amolops assamensis est une espèce d'amphibiens de la famille des Ranidae.

## Répartition
Cette espèce est endémique de l'État d'Assam en Inde. Elle se rencontre dans le district de Kamrup.

## Étymologie
Son nom d'espèce, composé de assam et du suffixe latin -ensis, « qui vit dans, qui habite », lui a été donné en référence au lieu de sa découverte.

## Publication originale
- Sengupta, Hussain, Choudhury, Gogoi, Ahmed & Choudhury, 2008 : A new species of Amolops (Anura : Ranidae) from Assam, north-eastern India. Hamadryad, Madras, vol. 32, no 1, p. 5-12.